# Listriella bowenae
Listriella bowenae är en kräftdjursart som först beskrevs av Stanko Karaman 1979.  Listriella bowenae ingår i släktet Listriella och familjen Liljeborgiidae. Inga underarter finns listade i Catalogue of Life.